# Тхоржевський Роберт Йосипович
Ро́берт Йо́сипович Тхорже́вський (Бертьє) (25 травня 1929, Вінниця — 5 вересня 2001, Чернівці) — український історик німецького походження. Доктор історичних наук (1995). Професор. Автор багатьох робіт з історії паперових грошей.

## Біографія
Батько Роберта — Альберт-Йосиф Тхоржевський — був кадровим військовим, якого 1930 року заарештували як «ворога народу» і разом із сім'єю вивезли у спецпоселення Нєзамєтноє Томтогського району Якутської АРСР. Відбувши поселення, 1936 року сім'я вернулася в Україну. Але через рік «трійка» черговий раз вирішила долю батька, цього разу остаточно.
1947 року Роберт вступив на історичний факультет Чернівецького університету, котрий закінчив 1952 року. Довгий час викладав історію в середній школі.
1952—1976 — учитель історії у місті Чернівці; 1974 року став кандидатом історичних наук; 1976-1981 — викладач історії в Кишинівському (нині Молдова), згодом — у Миколаївському педагогічних інститутах.
Від 1981 — асистент, 1995 — професор кафедри грошового обігу та кредиту Тернопільського фінансово-економічного інституту (нині ЗУНУ), де з ініціативи Тхоржевського 1986 створено музей історії грошей, 1992 перейменовано на науково-дослідний центр історії грошей; Тхоржевський — його директор.
1995 року захистив докторську дисертацію. Викладав нумізматику і боністику для студентів-істориків Тернопільського педінституту.
Тхоржевський — автор понад 180 робіт з боністики та нумізматики.
В останні роки життя, орієнтовно з 1997 року, Роберт Йосипович хворів, тому наукових праць у нього було мало. В основному науково-популярні замітки в місцевій пресі.

## Праці
Автор 170 наукових праць, у тому числі 7 монографій, 4 методичних розробок, навчальних посібників, брошур із історії паперових грошових знаків.

## Значні роботи
- 1. Національні паперові гроші України. — Донецьк: «Аспект», 1992 (60 стр.).
- 2. Нариси історії грошей в Україні. — Тернопіль: Видавництво Карп'юка, 1999. (240 стр.).
- 3. Нариси історії паперових грошей на Тернопільщині ХХ ст.. — Тернопіль: «Підручники і посібники», 2000. (88 стр.)
- 4. В співавторстві з Г. Марковецькою. Нариси історії паперових грошей в Галичині першої чверті ХХ ст.. (Івано-Франківська, Львівська та Тернопільська обл..) // Депоновано в ДНТБ України — № 1769 — Ук. 96. — Б.09.1996.

## Інші праці
- Тхоржевский Р. Бифоны. //Миниатюра № 13, февраль 1993 г. с 1. Квитанции украинских националистов 1941—1952 гг. Как денежные знаки не использовались.
- Тхоржевский Р. Денежная реформа на Украине и новые денежные знаки — гривны и копейки. //Миниатюра Вып. 32, декабрь 1996 г. с. 8, илл.
- Р.Тхоржевский, Э.Грибанов История Черновицких денег // Московский бонист № 5(51) сентябрь 1967
- Тхоржевский Р. И. Бумажные денежные знаки, боны как источник по истории Украинской ССР периодов гражданской войны и восстановления народного хозяйства 1918—1925 гг. Автореферат диссертации… кандидата историч. наук. Киев: Університет им. Т. Г. Шевченко, 1975. 28 с. 250 экз. 145х201 мм.
- Тхоржевский Р. И. (сост.). Методические указания, статистические и наглядные материалы для изучения студентами эмиссий и обращения бумажных денег и их суррогатов (1917—1961 гг.). Тернополь, Финансово-экономический ин-т, 1982. 72 с., ил. 500 экз. 147х201 мм.
- Тхоржевский Р. И. Отечественная бонистика: Утверждено Советом Учебно-методич. кабинета по высшему образованию при Минвузе УССР в качестве учеб. пособия для студентов экономич. специальностей. Киев: Министерство высшего и среднего специального образования УССР — Учебно-методич. кабинет по высшему образованию — Тернопольский финансово-экономический ин-т, 1988. 68 с., ил. 1500 экз. 145х200 мм. Ротапринт.
- Тхоржевський Р. Й. паперові грошові знаки, бони як історикоекономічне джерело та об'єкт боністики (1917—1925 рр.). Автореферат дисертації доктора історич. наук. Київ: Інститут української археографії та джерелознавства ім. М. С. Грушевського, 1995. 48 с. 120 екз. 145х201 мм.